# Platygobio
Platygobio is een geslacht van straalvinnige vissen uit de familie van karpers (Cyprinidae).

## Soort
- Platygobio gracilis (Richardson, 1836)